# Uniwersytet Grenlandzki
Uniwersytet Grenlandzki (znany też jako Ilisimatusarfik) – uniwersytet znajdujący się w Nuuk, będący jedyną tego typu instytucją na Grenlandii.
Większość kursów odbywa się w języku duńskim, rzadziej po angielsku i grenlandzku. Począwszy od 2007 roku, uniwersytet ma w przybliżeniu 100 studentów – prawie wszyscy to miejscowi mieszkańcy. Pracuje tam także 14 wykładowców i 5 pracowników techniczno–administracyjnych. Niewielka studencka populacja spowodowana jest w dużej mierze tym, że rząd umożliwia studentom wybór dowolnej szkoły w Europie bądź Ameryce Północnej. Jednak ci, którzy nie wyjeżdżają i decydują się studiować na Grenlandii, otrzymują co miesiąc stypendium w wysokości 4200 koron duńskich. Pieniądze te wystarczają na utrzymanie i opłacenie akademika, czesnego za studia nie ma. Stypendium przeznaczone jest jednak tylko dla miejscowych, przyjezdni studenci muszą sami zadbać o swoje utrzymanie.
Uniwersytet oferuje cztery wydziały:
- Zarządzania i Ekonomii
- Studiów Języka Grenlandzkiego, Literatury i Mediów
- Historii Kultury i Społeczeństwa
- Teologii

Uniwersytet ulokowany jest w historycznej stacji Herrnhut, ale planowane jest jego przeniesienie do nowego kompleksu badawczego o nazwie Ilimmarfik. Budżet uniwersytetu to 14,8 miliona koron duńskich.
Księgozbiór uniwersyteckiej biblioteki składa się z około 18 000 woluminów.